# Sporobolus phleoides
Sporobolus phleoides är en gräsart som beskrevs av Eduard Hackel och Teodoro Theodor Juan Vicente Stuckert. Sporobolus phleoides ingår i släktet droppgräs, och familjen gräs. Inga underarter finns listade i Catalogue of Life.